# George Boole
George Boole  (Lincoln, Lincolnshire, Engleska, 2. studenog 1815. – Ballintemple, County Cork, Irska,  8. prosinca 1864.), britanski matematičar i filozof.
Izumitelj je Booleove algebre koja je osnova modernih računalnih kalkulacija i smatra se utemeljiteljem računalnih znanosti.